# محمد علي جوهر
محمد علي جوهر (1878م - 4 يناير 1931م)، قائد وسياسي وصحفي وشاعر مسلم هندي، كان من أبرز الشخصيات الرائدة في حركة الخلافة بزعامة مولانا شوكت علي جوهر التي قدمت المساعدة للخليفة العثماني في آخر أيامه وقد بذل مسلمو الهند كل ما بوسعهم وهاجروا وتطوعوا وقدموا أموالهم لمساعدة الخلافة قبل أن تنهار.
أصبح الرئيس السادس للمؤتمر الوطني الهندي فقط لبضعة أشهر. كان أحد مؤسسي العصبة الإسلامية لعموم الهند وأحد رؤسائها السابقين.

## حياته
محمد علي المعروف بمولانا محمد علي جوهر، ولد في ولاية رامبور عام 1878 م  لعائلة يعود نسبها إلى يوسفزي من بشتون. وهو شقيق مولانا شوكت علي. برغم موت أبيه المبكر، فقد صمدت العائلة ودخل علي دار العلوم ديوبند وجامعة عليكرة الإسلامية، ثم دخل في عام 1898 كلية لينكولن في جامعة اوكسفورد ودرس فيها التاريخ الحديث.
بعد عودته إلى الهند، عمل مديراً للتعليم في ولاية رامبور، وبعدها التحق بالخدمة المدنية في بارودا. وأصبح بارعا في الخطابة والكتابة، وكان يكتب للصحف الرئيسية سواء كانت إنجليزية أو هندية، باللغة الإنجليزية والاوردية. وأنشأ بنفسه صحيفة أسبوعية تصدر باللغة لغة أردية والإنجليزية عام 1911 م. وبعدها انتقل إلى دلهي عام 1913 م.
عمل محمد علي بجد من أجل ان يوسع الكلية الإنجليزية الشرقية المحمدية، وأصبح واحدا من المؤسسين المساعدين في جامعة الملة الإسلامية في عام 1920 م، التي انتقلت بعد ذلك إلى دلهي.

## حركة الخلافة والانشطة السياسية
شارك في الاجتماع التأسيسي للعصبة الإسلامية لعموم الهند في دكا عام 1906، وتولى رئاستها عام 1918 م. وظل ناشطا في العصبة حتى عام 1928 م.
مثل الوفد الإسلامي الذي سافر إلى إنجلترا في عام 1919 ليقنع الحكومة البريطانية لتضغط على القومي التركي مصطفى كمال أتاتورك كي لا يخلع السلطان العثماني، الذي كان خليفة المسلمين. وكانت النتيجة أن رفض البريطانيون مطلبهم مما أدى بهم إلى تشكيلهم حركة الخلافة التي وجهت المسلمين في كل أنحاء الهند إلى الاحتجاج ومقاطعة الحكومة.
وعندئذ حصل على لقب مولانا، وقد شكل محمد علي في عام 1921 م تحالفاً واسعاً من الوطنيين المسلمين مثل شوكت علي ومولانا آزاد، حكيم أجمل خان، مختار احمد انصاري والزعيم الوطني الهندي المهاتما غاندي، الذي حصل على دعم المؤتمر الوطني الهندي والآلاف من الهندوس، في الانضمام إلى المسلمين في تظاهرة للوحدة. دعم محمد علي باخلاص دعوة غاندي لحركة مقاومة مدنية قومية، وألهم المئات من الاحتجاجات والاضرابات في جميع أرجاء الهند. فقبضت عليه السلطات البريطانية وسجنته لمدة سنتين بتهمة إثارة الشغب في اجتماع حركة الخلافة. وقد انتخب رئيسا للمؤتمر الهندي الوطني في عام 1923.

## الانفصال عن المؤتمر الوطني

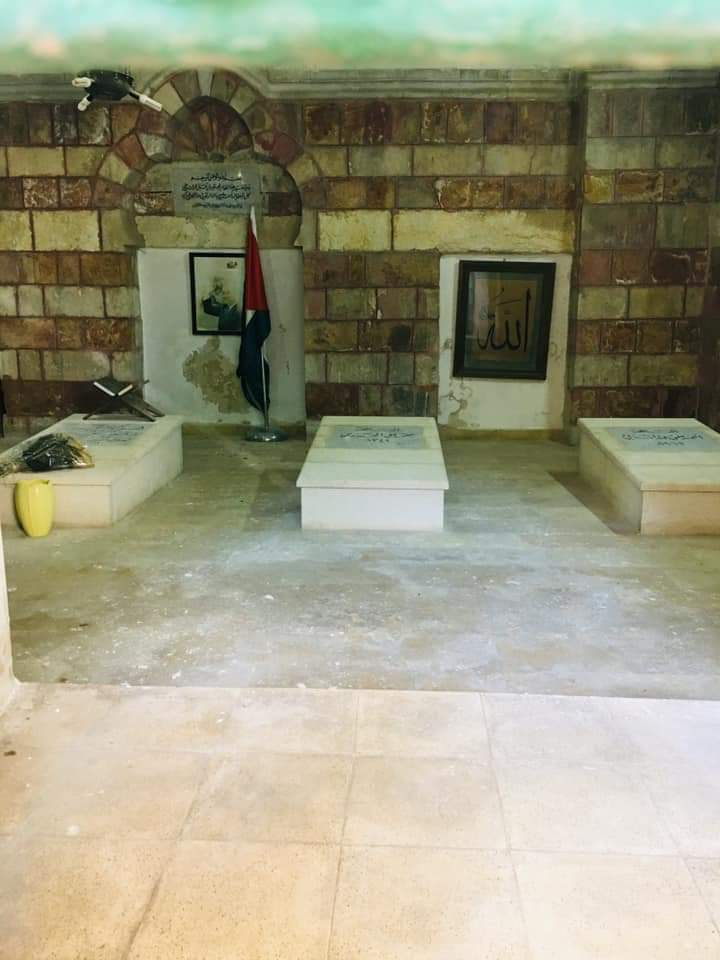
قبر محمد علي جوهر في القدس

خاب أمل محمد علي بعد فشل حركة الخلافة وتعليق غاندي للإضراب المدني في عام 1922 م بسبب حادثة شاوري شاوري.
بعدها استأنف إصدار صحيفته الأسبوعية، وترك حزب المؤتمر الوطني. عارض وثيقة نهرو، التي كانت تقترح إجراء إصلاحات دستورية تؤدي إلى دولة مستقلة ضمن الامبراطورية البريطانية، والتي صاغتها لجنة من الهندوس المسلمين الأعضاء في حزب المؤتمر برئاسة الرئيس موتيلال نهرو. وقد تمثلت معارضته باحتجاج كبير ضد لجنة سايمون التي وصلت الهند لاقتراح إصلاحات، والتي لم تضم في عضويتها أي هندي، ولم تبذل أي جهد في الاستماع لآراء الهنود.
كان محمد علي في السجن، لذلك مثل جميع الأحزاب في المؤتمر المنعقد حول وثيقة نهرو كلا من شوكت علي والبيجوم محمد علي و 30 عضوا آخرين من اللجنة المركزية لحركة الخلافة والتي تضمنت عبد المجيد داريبادي، آزاد سبحاني، مغفور أحمد اعجازي، أبو محسن محمد سجاد وغيرهم.
عارض محمد علي رفض وثيقة نهرو انفصال المسلمين ودعم الأربعة عشرة نقطة لمحمد علي جناح والعصبة الإسلامية. وأصبح ناقداً لغاندي، وقطع علاقته مع الزعماء المسلمين مثل مولانا آزاد، حكيم أجمل خان وأحمد أنصاري، الذين استمروا في دعمهم لغاندي والمؤتمر الوطني الهندي.
حضر علي مؤتمر الطاولة المستديرة (إذ كان السير أغا خان رئيس الوفد المسلم) لكي يثبت ان العصبة الإسلامية لعموم الهند هي الناطق الوحيد باسم مسلمي الهند. وفي عام 1921، حاكمته الحكومة البريطانية في المحكمة التي أقامتها في «قاعة خالقدينا» في كراتشي وعاقبته بالسجن لمدة سنتين ونصف السنة في سجن كراتشي المركزي. توفي في 4 يناير 1931م ودفن في القدس بناء على وصيته. ونقش على شاهد قبره بالقرب من قبة الصخرة العبارة التالية: «هنا يرقد السيد محمد علي الهندي» 

## التراث
محمد علي جوهر معروف كزعيم مشهور لكل مسلمي الهند. فيعرفه مسلمو باكستان كبطل، لادعائهم انه مهد للحركة الباكستانية. بينما معروف في الهند بقيادته ضمن حركة الخلافة وحركة عدم التعاون (1919-1922) وقيادته في التعليم الإسلامي.
وقد سمي «طريق محمد علي» - المشهور في جنوب بومباي أكبر مدينة في الهند - تيمنا به.
مات علي في وقت لم تكن الحركة الباكستانية قد تم تكوينها بعد، وهي مسألة نِقاشِ مستمرِ إذا كان سوف يدعم هذه الفكرة ام لا.